# Love & Peace (album của Girls' Generation)
Love & Peace (tạm dịch: Tình và bình) là album phòng thu Nhật thứ 3 (thứ 7 nếu tính cả album Hàn) của nhóm nhạc nữ Hàn Quốc Girls' Generation. Album được phát hành trên mạng vào ngày 10 tháng 12 năm 2013 bởi Nayutawave Records (Universal Music Group) và được phát hành dưới hình thức đĩa tại Nhật Bản vào ngày hôm sau.
Ba đĩa đơn nằm trong album được phát hành trước khi ra mắt album là "Love & Girls" đạt được vị trí số bốn trên bảng xếp hạng Oricon và vị trí thứ ba trên Japan Hot 100; "Galaxy Supernova" đạt vị trí số ba trên bảng xếp hạng Oricon cũng như số bốn trên Japan Hot 100 và "My Oh My".
Album đã được chứng nhận doanh số đĩa thu âm loại Vàng (Gold) bởi Hiệp hội Công nghiệp Thu âm Nhật Bản (Recording Industry Association of Japan, RIAJ) chỉ sau chưa đầy một tháng ra mắt vì bán được hơn 100.000 bản.

## Lịch sử
Vào ngày 25 tháng 10 năm 2013, Girls 'Generation đã tiết lộ rặng họ sẽ phát hành album tiếng Nhật vào ngày 11 tháng 12. "Galaxy Supernova", "Love & Girls", "Do the Catwalk", "Lingua Franca", "My Oh My" và "Beep Beep" (B-side từ "Flower Power") đều được phát hành trước khi album này ra mắt.
Album ban đầu đã được thực hiện đặt hàng trước trên iTunes cho Hồng Kông, Ấn Độ, Sri Lanka, Đài Loan, và hầu hết các nước Đông Nam Á với bài hát "Motorcycle" có sẵn để tải về ngay lập tức sau khi mua.
Chương trình Love & Peace "free live" được diễn ra vào ngày 14 Tháng 12, 2013 tại sân vận động Yokohama Arena, với vé được phân phối thông qua xổ số dành cho những người mua album thứ ba. Những cô gái đã biểu diễn các bài hát như: Gee, Girls & Peace,... và bài hát Everyday Love nằm trong album mới.Sự kiện đã thu hút hơn 30,000 fans hâm mộ ở xứ "Phù Tang". Bên cạnh đó, 250 fans hâm mộ may mắn còn được cùng SM Entertainment tham dự lễ ra mắt sân khấu trình diễn hologram đầu tiên ở Nhật do SM Ent. và Universal Studios Japan hợp tác xây dựng, những tiết mục sống động tại đây khiến người hâm mộ không thể rời mắt.
Vào ngày đầu tiên phát hành, album đã tẩu bán được hơn 37,386 bản, leo lên vị trí no.1 của bảng xếp hạng Oricon hàng ngày. Và, chỉ sau 1 tuần ra mắt, đã có hơn 129.255 album được bán ra, đồng thời dẫn đầu bảng xếp hạng Oricon hàng tuần. Đây là lần thứ hai Girls' Generation giành vị trí đầu bảng xếp hạng hàng tuần của Oricon. Trước đó album tiếng Nhật thứ nhất của họ, Girls' Generation cũng đạt được thành tích tương tự. Điều này đã giúp Girls' Generation lập kỉ lục khi trở thành nhóm nhạc nữ Hàn Quốc đầu tiên có 2 lần đứng đầu bảng xếp hạng Oricon hàng tuần.
Bắt đầu từ ngày 26 tháng 4 năm 2014, 9 cô gái sẽ bắt đầu chuyến lưu diễn vòng quanh Nhật Bản thứ ba của mình, GIRLS’ GENERATION ~LOVE&PEACE~ Japan 3rd Tour, với 2 đêm diễn tại Marine Messe Fukuoka, Fukuoka, để quảng bá cho album Love & Peace. Tour diễn sẽ kéo dài cho đến hết ngày 13 tháng 7 năm 2014 với 3 đêm diễn cuối cùng tại Tokyo.

## Đĩa đơn
"Love & Girls" đã ở vị trí số sáu trên bảng xếo hạng Oricon đĩa đơn hàng ngày và leo lên vị trí số bốn sau một ngày. Đĩa đơn này bán được 42.796 bản sao trong tuần đầu tiên và đạt vị trí số bốn trên bảng xếp hạng Oricon hàng tuần.
"Galaxy Supernova" đã đứng đầu Tower Records - một bảng xếp hạng đặt hàng trước.. Đĩa đơn còn đứng ở vị trí số bốn trên bảng xếp hạng đĩa đơn hàng ngày của Oricon. Đĩa đơn đã bán được 14.564 bản sao vào ngày thứ hai và đạt được vị trí đầu tiên cũng trong bảng xếp hạng ấy. Một tuần sau khi phát hành,Galaxy Supernova đã bán được 50.793 bản sao.
"My Oh My" được phát hành qua kỹ thuật số trên iTunes.

## Danh sách bài hát
| Standard edition | Standard edition                                           | Standard edition                                                                               | Standard edition                                                                               | Standard edition |
| STT              | Nhan đề                                                    | Sáng tác                                                                                       | Nhà sản xuất                                                                                   | Thời lượng       |
| ---------------- | ---------------------------------------------------------- | ---------------------------------------------------------------------------------------------- | ---------------------------------------------------------------------------------------------- | ---------------- |
| 1.               | "Gossip Girls"                                             | Kanata Okajima, Andreas Öberg & Maria Marcus                                                   | Andreas Öberg & Maria Marcus                                                                   | 03:16            |
| 2.               | "Motorcycle"                                               | Maria Marcus & Andreas Öberg                                                                   | Maria Marcus & Andreas Öberg                                                                   | 03:31            |
| 3.               | "Flyers"                                                   | Steven Lee, Sebastian Thott & Didrik Thott                                                     | Sebastian Thott & Didrik Thott                                                                 | 04:03            |
| 4.               | "Galaxy Supernova"                                         | Kamikaoru, Frederik Tao Nordsoe Schjoldan, Fridolin Nordsoe Schjoldan, Martin Hoberg Hedegaard | Kamikaoru, Frederik Tao Nordsoe Schjoldan, Fridolin Nordsoe Schjoldan, Martin Hoberg Hedegaard | 03:09            |
| 5.               | "Love & Girls"                                             | Kamikaoru                                                                                      | Erik Lidbom, Dsign Music, Anne Judith Wik                                                      | 03:07            |
| 6.               | "Beep Beep"                                                | Jeff Miyahara, Dsign Music, Ronny Svendsen, Nermin Harambasic, Robin Jenssen                   | Dsign Music                                                                                    | 03:21            |
| 7.               | "My Oh My"                                                 | Erik Lewander, Ylva Dimberg, Louis Schoorl                                                     | Erik Lewander, Ylva Dimberg, Louis Schoorl                                                     | 03:10            |
| 8.               | "Lips"                                                     | Daniel "Obi" Klein & Charlie Taft                                                              | Daniel "Obi" Klein & Charlie Taft                                                              | 03:48            |
| 9.               | "Do The Catwalk"                                           | Junji Ishiwatari                                                                               | Kanata Okajima, Andreas Öberg, Maria Marcus                                                    | 04:01            |
| 10.              | "Karma Butterfly"                                          | Grace Tither, Christian Vinten                                                                 | Christian Vinten                                                                               | 03:12            |
| 11.              | "Linguafranc" (Tiếng Nhật: リンガ・フランカ Ringa Furanka) | Hidenori Tanaka, Agehasprings                                                                  | Andreas Oberg, Jon Hallgren, Ylva Dimberg                                                      | 03:07            |
| 12.              | "Everyday Love"                                            | Obi Mhondera, Tim Hawes, Katerina Bramley, Tom Diekmeier                                       | Obi Mhondera, Tim Hawes, Katerina Bramley, Tom Diekmeier                                       | 03:30            |
| Tổng thời lượng: | Tổng thời lượng:                                           | Tổng thời lượng:                                                                               | Tổng thời lượng:                                                                               | 41:15            |

| Limited Edition (Blu-ray) | Limited Edition (Blu-ray)          | Limited Edition (Blu-ray) |
| STT                       | Nhan đề                            | Thời lượng                |
| ------------------------- | ---------------------------------- | ------------------------- |
| 1.                        | "Beep Beep" (Video âm nhạc)        |                           |
| 2.                        | "Love & Girls" (Video âm nhạc)     |                           |
| 3.                        | "Galaxy Supernova" (Video âm nhạc) |                           |
| 4.                        | "My Oh My" (Video âm nhạc)         |                           |
| 5.                        | "Hậu trường 'Galaxy Supernova'"    |                           |
| 6.                        | "Hậu trường 'My Oh My'"            |                           |
| 7.                        | "Hình ảnh từ album"                |                           |

| First Press Limited Edition (Blu-ray or DVD) | First Press Limited Edition (Blu-ray or DVD)         | First Press Limited Edition (Blu-ray or DVD) |
| STT                                          | Nhan đề                                              | Thời lượng                                   |
| -------------------------------------------- | ---------------------------------------------------- | -------------------------------------------- |
| 1.                                           | "Beep Beep" (Video âm nhạc)                          |                                              |
| 2.                                           | "Love & Girls" (Video âm nhạc)                       |                                              |
| 3.                                           | "Love & Girls" (Video âm nhạc, phiên bản vũ đạo)     |                                              |
| 4.                                           | "Galaxy Supernova" (Video âm nhạc)                   |                                              |
| 5.                                           | "Galaxy Supernova" (Video âm nhạc, phiên bản vũ đạo) |                                              |
| 6.                                           | "My Oh My" (Video âm nhạc)                           |                                              |

## Bảng xếp hạng và chứng nhận

### Bảng xếp hạng Oricon
| Bảng xếp hạng | Vị trí cao nhất | Doanh số ra mắt | Doanh số tổng cộng | Số tuần xuất hiện |
| ------------- | --------------- | --------------- | ------------------ | ----------------- |
| Hàng ngày     | 1               | 37,386          | 170,898            | 23 tuần           |
| Hàng tuần     | 1               | 129,255         | 170,898            | 23 tuần           |
| Hàng tháng    | 2               | 149,009         | 170,898            | 23 tuần           |
| Nửa năm       | 14              | 170,898         | 170,898            | 23 tuần           |

### Các bảng xếp hạng khác
| Bảng xếp hạng              | Vị trí cao nhất |
| -------------------------- | --------------- |
| Billboard-Japan Top Albums | 2               |
| G-Music                    | 9               |

### Chứng nhận
| Nơi chứng nhận | Chứng nhận | Doanh số chứng nhận |
| -------------- | ---------- | ------------------- |
| Nhật Bản(RIAJ) | Vàng       | 100,000             |

## Lịch sử phát hành
| Quốc gia         | Ngày                 | Định dạng           | Phiên bản           | Tên nhãn hiệu      |
| ---------------- | -------------------- | ------------------- | ------------------- | ------------------ |
| Brunei           | 10 tháng 12 năm 2013 | Tải về              | Thường              | Nayutawave Records |
| Campuchia        | 10 tháng 12 năm 2013 | Tải về              | Thường              | Nayutawave Records |
| Hồng Kông        | 10 tháng 12 năm 2013 | Tải về              | Thường              | Nayutawave Records |
| Ấn Độ            | 10 tháng 12 năm 2013 | Tải về              | Thường              | Nayutawave Records |
| Indonesia        | 10 tháng 12 năm 2013 | Tải về              | Thường              | Nayutawave Records |
| Lào              | 10 tháng 12 năm 2013 | Tải về              | Thường              | Nayutawave Records |
| Malaysia         | 10 tháng 12 năm 2013 | Tải về              | Thường              | Nayutawave Records |
| Philippines      | 10 tháng 12 năm 2013 | Tải về              | Thường              | Nayutawave Records |
| Singapore        | 10 tháng 12 năm 2013 | Tải về              | Thường              | Nayutawave Records |
| Sri Lanka        | 10 tháng 12 năm 2013 | Tải về              | Thường              | Nayutawave Records |
| Đài Loan         | 10 tháng 12 năm 2013 | Tải về              | Thường              | Nayutawave Records |
| Thái Lan         | 10 tháng 12 năm 2013 | Tải về              | Thường              | Nayutawave Records |
| Việt Nam         | 10 tháng 12 năm 2013 | Tải về              | Thường              | Nayutawave Records |
| Nhật Bản         | 11 tháng 12 năm 2013 | CD, tải về          | Thường              | Nayutawave Records |
| Nhật Bản         | 11 tháng 12 năm 2013 | CD+DVD hoặc Blu-ray | First Press Limited | Nayutawave Records |
| Nhật Bản         | 11 tháng 12 năm 2013 | CD+Blu-ray          | Limited             | Nayutawave Records |
| Hồng Kông        | 11 tháng 12 năm 2013 | CD+DVD hoặc Blu-ray | First Press Limited | Nayutawave Records |
| Hàn Quốc         | 11 tháng 12 năm 2013 | Tải về              | Thường              | SM Entertainment   |
| Úc               | 13 tháng 12 năm 2013 | Tải về              | Thường              | Nayutawave Records |
| New Zealand      | 13 tháng 12 năm 2013 | Tải về              | Thường              | Nayutawave Records |
| Đài Loan         | 18 tháng 12 năm 2013 | CD                  | Thường              | Nayutawave Records |
| Đài Loan         | 23 tháng 12 năm 2013 | CD+Blu-ray          | First Press Limited | Nayutawave Records |
| Áo               | 12 tháng 2 năm 2014  | Tải về              | Thường              | Nayutawave Records |
| Bỉ               | 12 tháng 2 năm 2014  | Tải về              | Thường              | Nayutawave Records |
| Brazil           | 12 tháng 2 năm 2014  | Tải về              | Thường              | Nayutawave Records |
| Đan Mạch         | 12 tháng 2 năm 2014  | Tải về              | Thường              | Nayutawave Records |
| Đức              | 12 tháng 2 năm 2014  | Tải về              | Thường              | Nayutawave Records |
| Phần Lan         | 12 tháng 2 năm 2014  | Tải về              | Thường              | Nayutawave Records |
| Hy Lạp           | 12 tháng 2 năm 2014  | Tải về              | Thường              | Nayutawave Records |
| Hungary          | 12 tháng 2 năm 2014  | Tải về              | Thường              | Nayutawave Records |
| Cộng hòa Ireland | 12 tháng 2 năm 2014  | Tải về              | Thường              | Nayutawave Records |
| Ý                | 12 tháng 2 năm 2014  | Tải về              | Thường              | Nayutawave Records |
| Hà Lan           | 12 tháng 2 năm 2014  | Tải về              | Thường              | Nayutawave Records |
| Na Uy            | 12 tháng 2 năm 2014  | Tải về              | Thường              | Nayutawave Records |
| Ba Lan           | 12 tháng 2 năm 2014  | Tải về              | Thường              | Nayutawave Records |
| Bồ Đào Nha       | 12 tháng 2 năm 2014  | Tải về              | Thường              | Nayutawave Records |
| Tây Ban Nha      | 12 tháng 2 năm 2014  | Tải về              | Thường              | Nayutawave Records |
| Thụy Điển        | 12 tháng 2 năm 2014  | Tải về              | Thường              | Nayutawave Records |
| Thụy Sĩ          | 12 tháng 2 năm 2014  | Tải về              | Thường              | Nayutawave Records |
| Anh              | 12 tháng 2 năm 2014  | Tải về              | Thường              | Nayutawave Records |